# Диалект русских цыган
Диале́кт ру́сских цыга́н — цыганский диалект, на котором говорят русские цыгане (руска рома). Многие цыгане России также понимают его благодаря популярности традиционных и эстрадных песен русских цыган.
Предки русских цыган пришли в Россию и Белоруссию из немецких земель через Польшу и Прибалтику.
Родственные диалекты цыганского языка: диалект польских цыган, диалект литовских цыган, диалект латвийских цыган.

## Особенности
В диалекте русских цыган много заимствований и калек с немецкого, польского и русского языков, включая приставки и суффиксы. Одна из особенностей диалекта — использование окончания «-ы» для некоторых существительных и прилагательных женского рода, в то время как в большинстве других диалектов это окончание звучит как «-и»: лолы (красная), ромны (цыганка), чюпны (кнут), парны (белая). В некоторых словах при этом окончание «-и» сохранилось: чюри (нож), кхурми (каша). Кроме того, окончание абстрактных существительных мужского рода «-ипэ(н)» у русских цыган звучит во многих случаях как «-ыпэ(н)», «-ыбэ(н)», «-ибэ(н)». Придыхательные «пх» и (необязательно) «кх» превратились перед некоторыми гласными в «пс» и «кс»: псико (плечо), мэ дыксём (я видел). В данный момент в диалекте русских цыган многие слова немецкого происхождения заменяются заимствованиями из русского языка; кроме того, традиционное окончание возвратных глаголов «-ёла» постепенно вытесняется калькой с русского «-элпэ», где частица «-пэ» буквально соответствует русской частице «-ся». В остальном грамматика остаётся исконно цыганской.

## Примеры слов

### С общецыганскими корнями
- дад — отец
- дай — мать
- грай — конь
- джюкэл — пёс
- васт — рука
- якх — глаз
- бахт — счастье, удача
- джиипэн — жизнь
- яг — огонь
- паны — вода

### С корнями, заимствованными из русского языка
- ро́до — род, семья
- рэ́ка — река
- вэ́сна — весна
- вэ́нко — венок
- би́да — беда
- цвэ́то — цветок, цвет

### С корнями, заимствованными из польского языка
- индара́ка — юбка
- скэ́мпо — скупой, жадный
- сэ́ндо — суд
- мэ́ндро — хитрый, проницательный
- вэ́ндзло — узел с вещами

### С корнями, заимствованными из немецкого языка
- фэ́нчтра, фэ́нштра — окно
- фэ́лда — поле
- шту́ба — комната, квартира
- бэ́рга — гора
- ґэ́нчто, ґэ́ншто — скакун, породистый конь